# Kokou Donou
Niasidji Kokou Donou (24 aprile 1985) è un calciatore togolese, difensore del Marantha.

## Carriera

### Club
Ha sempre giocato nel campionato togolese.

### Nazionale
Ha esordito con la Nazionale togolese nel 2011.